# Sneeuwzwammetje
Het sneeuwzwammetje (Cuphophyllus virgineus) is een schimmel uit de familie Hygrophoraceae. De soort leeft vermoedelijk in symbiotische gemeenschappen met mossen in schrale graslanden, bij voorkeur in kalkrijke bodems en in Noord-Amerika in bossen. Het komt voor in schrale, zure, mosrijke graslanden of grazige wegbermen, en op de hellingen van oude dijken. De vruchtlichamen groeien meestal in groepen en kunnen heksenkringen vormen. Ze zijn te vinden van september tot december. 

## Kenmerken

### Uiterlijke kenmerken
Hoed
De hoed met dun vruchtvlees heeft een diameter van 1,5-3 (-5) cm en is gewelfd als de paddenstoel jong is. Naarmate de hoed ouder wordt, wordt hij plat of iets verzonken in het midden en kan een lichte bult hebben. Het hoedoppervlak biedt een vettig aanblik. Het oppervlak is (ivoor)wit en verkleurt gemakkelijk tot waterig wit bij vochtig weer (hygrofaan). De randen zijn transparant gegroefd als ze vochtig zijn. Hij kleur geel met KOH op de hoedhuid.
Lamellen
De dikke, wasachtige, roomwit gekleurde lamellen zijn breed aangehecht en lopen af. Ze zijn onderaan dikwijls smaller dan in het midden.
Steel
De steel is 2 tot 5 (-6) cm lang en 3-5 mm dik. Het is grotendeels cilindrisch van vorm en puntig aan de onderkant. Van binnen is hij eerst vol van vlees, maar later hol. Aan de buitenkant is het glad, hoedkleurig en soms ook +/- rozebruin gekleurd aan de basis. Karmijnrode vlekken worden door bacteriën veroorzaakt. 
Geur en smaak
Het sneeuwzwammetje is geurloos. De smaak is mild. Het wordt beschouwd als goed eetbaar, maar vanwege beschermde status mogen ze niet worden verzameld. Ook kunnen ze worden verwisseld met de giftige trechterzwammen. De paddenstoel heeft bijzondere plantenstoffen, die mogelijk beschermen tegen vraat van larven van fruitvliegen.
Sporenprint
De sporenprint is wit. 

### Microscopische kenmerken
De basidia zijn 4-sporig en meten 45–60 × 5–7 µm. De sporen zijn glad, ellipsoïde tot traanvormig, met een apiculus, inamyloïde en meten 7-11 × 4-5,5 micrometer. Cystidia komen niet voor. Pileipellis is een cutis of ixocutis; elementen 2–5 µm breed. Er zijn gespen aanwezig.

## Vergelijkbare soorten
De geurende wasplaat (H. russocoriacea) is eveneens een witte wasplaat, maar deze soort heeft een glanzende, kleverige hoed en ruikt sterk naar leer of ceder.

## Verspreiding
Het sneeuwzwammetje komt wijdverbreid voor in de gematigde zone van het noordelijk halfrond en komt voor in heel Europa, evenals in Noord-Amerika en Noord-Azië, maar is ook gevonden in Australië. De soort komt vaker voor dan zijn grotendeels bedreigde geslachtsverwanten en wordt niet als bedreigd beschouwd. In Nederland komt het zeer algemeen voor. Het staat op de rode lijst in de categorie gevoelig.

## Naamgeving
De eerste wetenschappelijke beschrijving die in 1821 door Elias Magnus Fries werd goedgekeurd, komt van een werk van Franz Xaver von Wulfen, gepubliceerd in 1781, waar hij de soort Agaricus virgineus noemde. Na verschillende andere geslachtstoewijzingen werd de soort door Alexander E. Kovalenko toegewezen aan het geslacht Cuphophyllus. Toewijzing aan het geslacht Hygrocybe volgens Peter Darbishire Orton en Roy Watling is ook wijdverbreid, wat echter niet houdbaar lijkt volgens genetisch onderzoek. De soort Hygrocybe nivea, voor het eerst beschreven door Giovanni Antonio Scopoli in 1772, wordt nu als synoniem beschouwd.
Deze soort heeft de volgende variëteiten:
- Hygrocybe virginea var. cereopallida
- Hygrocybe virginea var. fuscescens - Gevlekt sneeuwzwammetje
- Hygrocybe virginea var. ochraceopallida - Smoezelig sneeuwzwammetje
- Hygrocybe virginea var. virginea - Gewoon sneeuwzwammetje

## Naam
De geslachtsnaam Hygrocybe is afgeleid van de Griekse woorden hugros ("vochtig") en kube ("hoofd"). De soortaanduiding virgineus is een Latijns bijvoeglijk naamwoord en betekent "maagd" of "ongerept" in relatie tot het pure, witte uiterlijk.

## Verbintenis
Onlangs werd ontdekt dat het mycelium van wasplaten een verbintenis aangaat met haarwortels van kruiden. Bij het sneeuwzwammetje betreft dit met de smalle weegbree (Plantago lanceolata). Hyphen van de paddenstoel dringen in de bovengrondse delen en wortels van de plant tot in de zaden toe. Wanneer weegbreezaden oppervlakkig gesteriliseerd en opgekweekt worden, blijkt genetisch materiaal van de schimmel in de vegetatieve organen aanwezig te zijn van de zaailingen.

## Trivia
- In 1997 werd de soort vermeld op een postzegel uitgegeven door de Faeröer.
- In oude boeken is de paddenstoel soms opgenomen onder de naam "sneeuwwitte wasplaat".

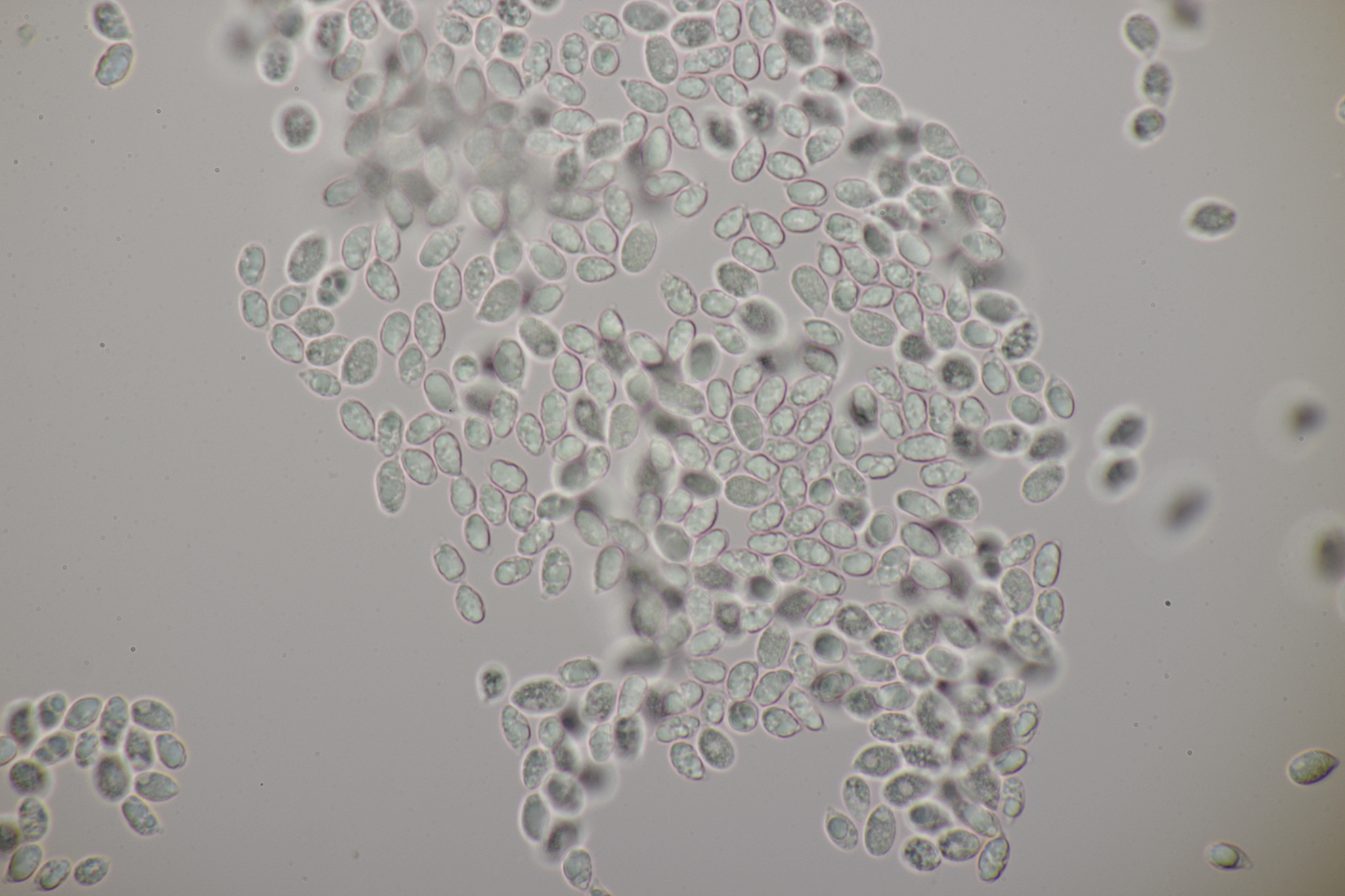
Sporen
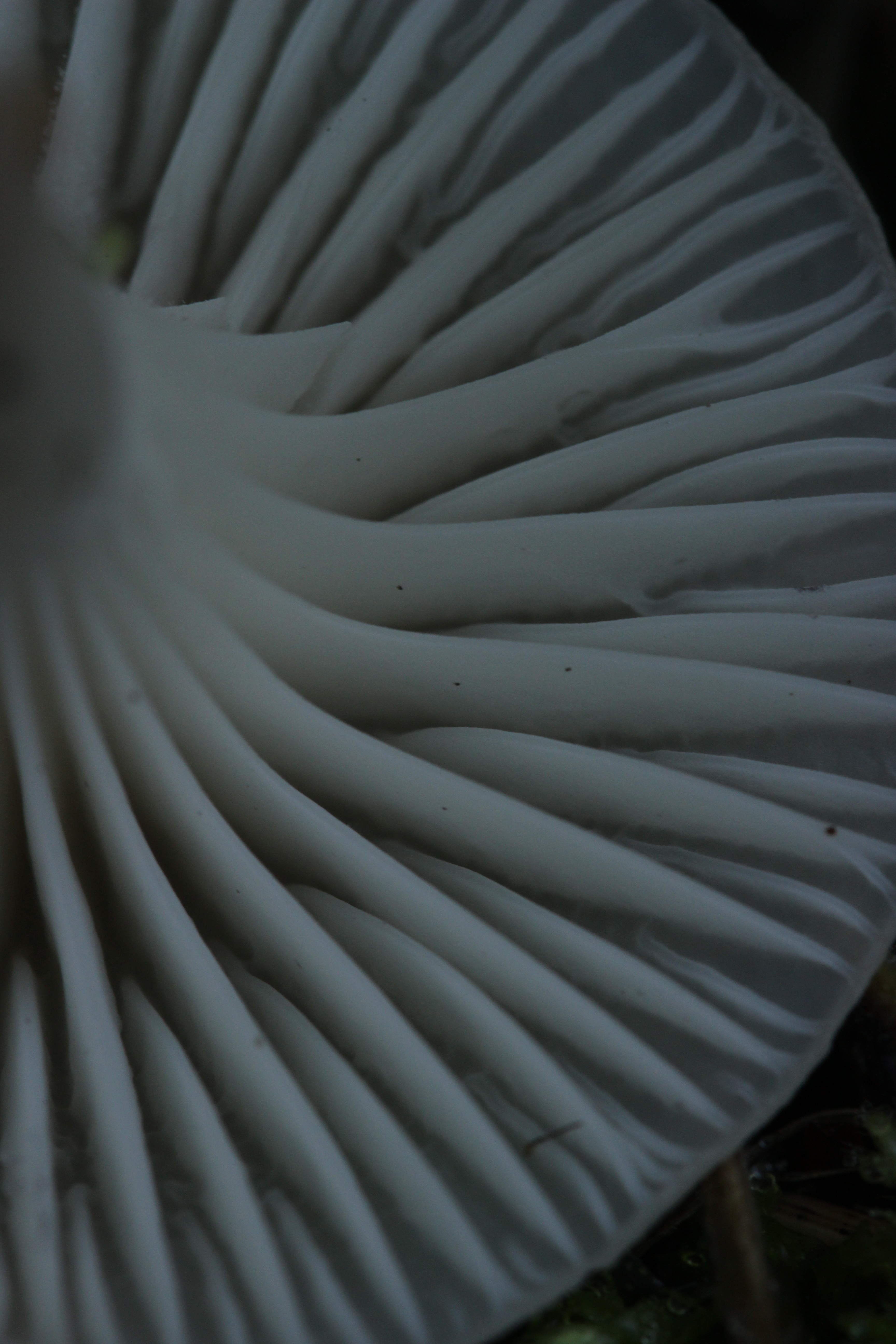
Lamellen
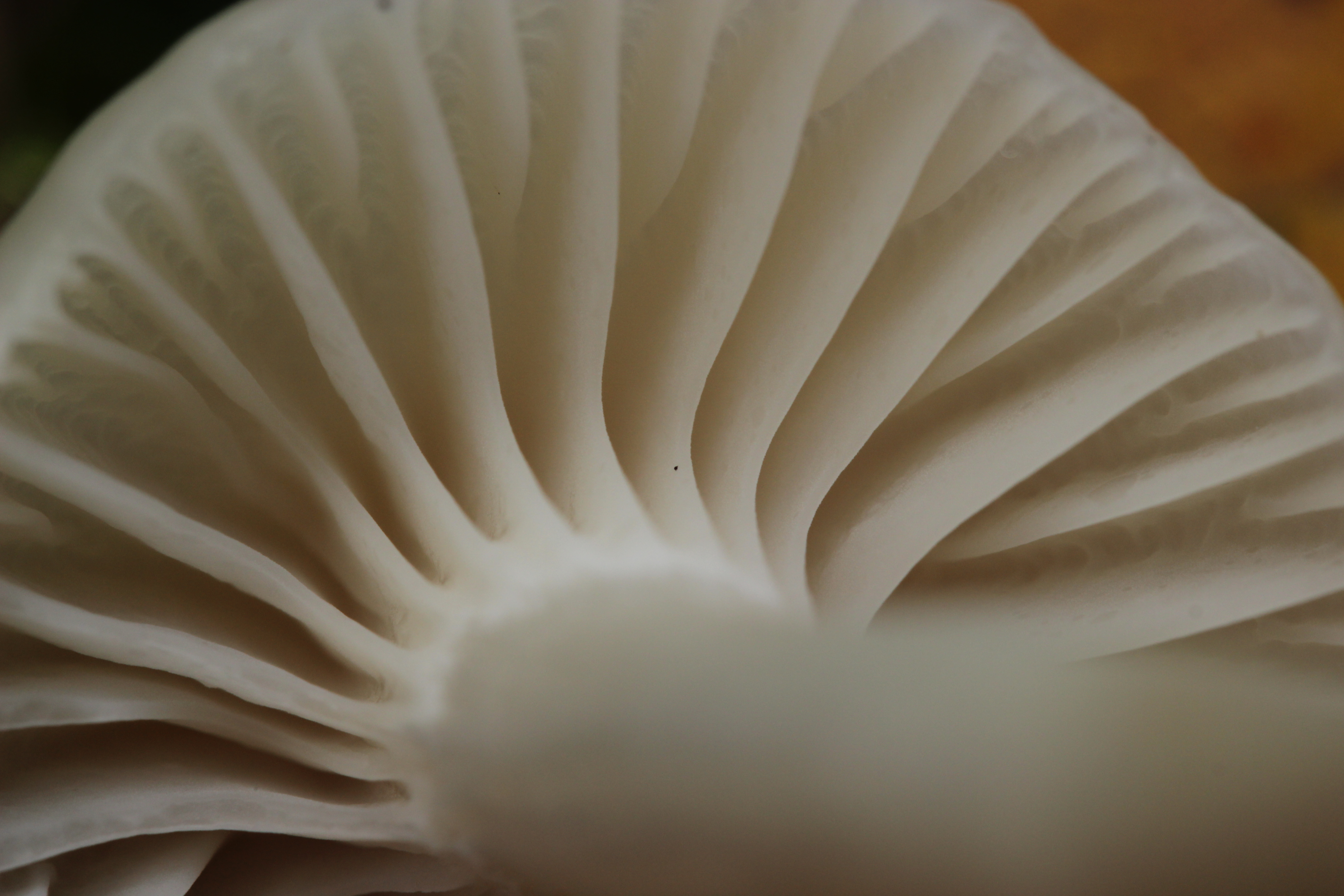
Aanhechting lamellen
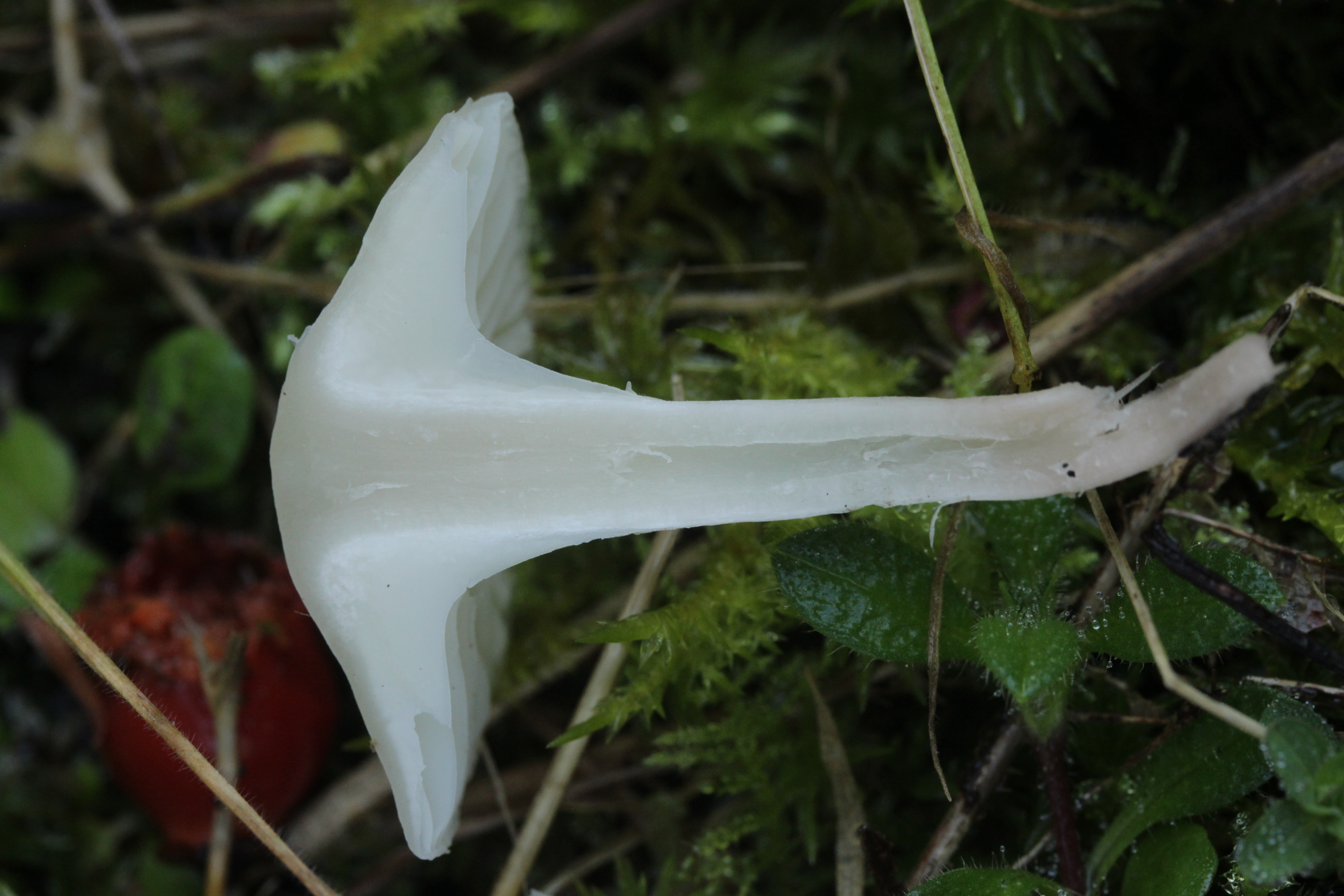
Doorsnede met holle steel
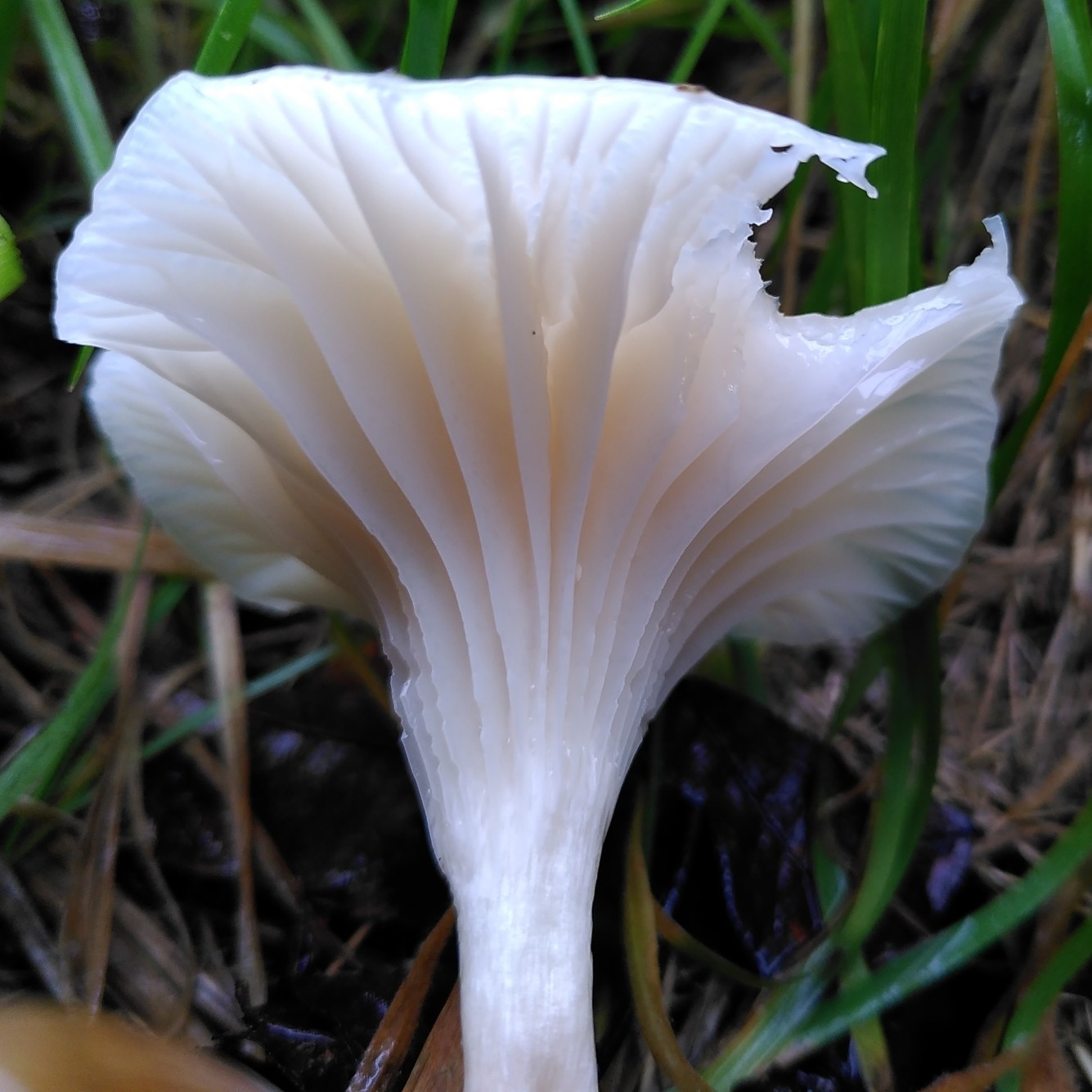
Onderkant